# 大野靖之
大野 靖之（おおの やすゆき、1982年4月19日 - ）は、千葉県印西市出身のシンガーソングライターである。A型。2005年7月6日「心のノート/あいしてる」でメジャーデビュー。現在、小学校、中学校、高校などの学校ライブを中心としたソロ活動を行っている。

## 経歴

### 生い立ち
- 1982年4月19日、大野家の三男として生まれる。一卵性の双子の兄と9歳年上の兄がいる。
- 生まれてから幼稚園までの幼少期を千葉県我孫子市で過ごし、小学校に上がる頃千葉県印西市に移り住む。
- 中学2年生の時、作詞・作曲を始める。初めて作った曲は「屋根の上」。
- 茨城県立取手松陽高等学校音楽科で声楽を学ぶ。しかし、クラシックの道には進まずシンガーソングライターになることを決意する[2]。
- 高校3年生のときに母親を乳癌で亡くし、その後、路上ライブと並行して全国のホスピスや児童養護施設などを回るようになる。このころにインディーズ時代のアルバム「命唄」をリリースする。しかし、それ以前にもすでに作曲をしており、トータルで600曲以上になる。
- 2016年9月、一般女性との結婚を発表。

### 路上ライブから学校ライブへ
- この「命唄」の内容が、千葉県富里市立富里中学校の教諭の目に留まったことがきっかけになり、全国の学校をまわり「学校ライブ」を始める。
- これまでに行われた学校ライブは1100回を超える。
- 2020年1月に熊本県の小学校でライブが実現し、学校ライブ47都道府県を制覇する[3]。

### コンサート活動
- 1100回を超える学校ライブ以外にも、2005年9月11日にニッポン放送主催の青山梅窓院でのコンサートをはじめ、ピンクリボンフェスティバルや青山劇場、グローリアチャペル・キリスト品川教会、TOKYO FMホール、赤坂BLITZ等でもコンサートをひらいている。なお、ライブ活動としては学校関係が多くを占めている。

### メジャーデビューから様々な活動へ
- 2005年7月6日、東芝EMI（EMIミュージック・ジャパン）より「心のノート／あいしてる」でメジャーデビュー[4]。
- 自身の母親を乳癌で亡くしていることで、ピンクリボンフェスティバルのパーソナリティを務め、乳癌の早期発見・早期治療を呼びかけてきた。
- 千葉県船橋市立船橋中学校の特別非常勤講師に任命。2004年から1年間勤務する。
- 千葉県八街市立実住小学校の非常勤講師に任命。
- 2006年から2011年まで、ジブラルタ生命保険がオフィシャルスポンサーとしてサポート。
- 2007年10月、ユーキャン・エンタテインメントに移籍。2011年までの4年間所属する。
- 通信制アットマーク国際高校の特別講師を務める。
- 2011年度に開校された、千葉県立我孫子東高等学校の校歌を作詞・作曲する。
- 2015年度に開校された、千葉県芝山町立芝山小学校の校歌を作詞・作曲する[5]。
- 2016年度から開隆堂出版より出版された中学校家庭科の教科書に、「未来の地図〜僕らの旅は今始まったばかり〜」の歌詞が掲載される。
- 2016年度開校の、茨城県取手市立取手西小学校の校歌を制作。作詞を担当する[6]。
- 2015年度に新設された、千葉県印西市立牧の原小学校の校歌を作詞・作曲する[7]。
- 2016年1月、きずな出版より著書「大切なものほど、そばにある。～大人になる君に伝えたいこと～」発売[8]。
- 2017年度に開校された、茨城県河内町立かわち学園（小・中一貫校）の校歌を作詞・作曲する[9]。
- 2018年度に開校された、埼玉県川島町立つばさ南小学校とつばさ北小学校の２校の校歌を作詞・作曲する[10]。
- 第31回人間力大賞（青年版国民栄誉賞）応援ソング「You are the one」を提供。2017年7月23日に、パシフィコ横浜で開催された授賞式典で披露する[11]。
- 2018年2月、鹿島朝日高等学校（通信制高校）の校歌を作詞・作曲する[12]。
- 2019年10月25日、新潟県上越市立大潟町中学校にて、学校ライブ通算1000回を達成する[13]。
- 2019年度に開校された、千葉県印西市立本埜小学校の校歌を作曲する[14]。
- 2020年1月24日、熊本県熊本市立春竹小学校にて、学校ライブ47都道府県を制覇する[15]。
- 2020年度に開校された、千葉県君津市立上総小櫃中学校の校歌を作詞・作曲する。これで作詞・作曲を手がけた校歌は9校目となる[16]。
- 2020年12月5日、横浜市鶴見区民文化センター サルビアホールにて、デビュー15周年記念コンサートを開催[17]。
- 2021年1月、野口英世記念館から楽曲制作依頼を受け、「あなたへ〜野口英世と母シカに捧ぐ〜」を作詞・作曲する[18]。
- 2021年5月、茨城県河内町立かわち学園の記念碑が建てられ、校歌の作詞作曲者として名前が刻まれる[19]。
- 2021年12月、「学校ライブ」という名称が商標登録される[20]。
- 2024年3月1日、千葉県君津市立上総小櫃中学校にて、学校ライブ1100回目を達成する。
- 川島町立つばさ南小学校とつばさ北小学校の統廃合により、2025年4月に「つばさ小学校」が開校。大野が作詞・作曲をしたつばさ南・北小学校の校歌は、この開校を想定した上で同じ歌詞とメロで統一。つばさ小学校でも校名の部分だけを変更し、継続してこの校歌を歌っていくことが決定する[21]。
- 2025年4月に開校された統合校、福岡県添田町立添田小学校の新校歌を作詞・作曲。この添田小学校の校歌により、大野が手がけた学校の校歌は10校目となる[22]。
- あかつき教育図書の道徳教科書に掲載されている、大野の楽曲を元にした教材『天使の舞い降りた朝』が、2025年4月にイギリスで出版された。The Churchill Fellowshipによる協力で制作された、イギリスの教職員用に無料で配布されるオンライン教材。

### 夢
- デビュー当時から、夢はNHK紅白歌合戦出場と語っている。「夢は口にした瞬間から叶い始める」という言葉を学校ライブで必ず言い、その大切さを紅白出場の実現によって自ら生徒たちに見せたいと思っている。

### 教科書
- 2016年度から開隆堂出版より出版された中学校家庭科の教科書に、「未来の地図〜僕らの旅は今始まったばかり〜」の歌詞が掲載。2019年度まで使用。
- 2019年度から教育出版より出版された中学校道徳の教科書に、「天使の舞い降りた朝」と「ママが最後にできること」の歌詞が掲載。
- 2019年度からあかつき教育図書より出版された中学校道徳の教科書に、大野の楽曲「天使の舞い降りた朝」を元に作られた物語と歌詞が掲載。
- 2021年度から教育出版より出版された中学校道徳の教科書に、「天使の舞い降りた朝」と「ママが最後にできること」の歌詞が再掲載[23]。
- 2021年度からあかつき教育図書より出版された中学校道徳の教科書に、大野の楽曲「天使の舞い降りた朝」を元に作られた物語と歌詞が再掲載[24]。
- 2025年度から教育出版より出版される中学校道徳の教科書に、「天使の舞い降りた朝」と「ママが最後にできること」の歌詞が再掲載[25]。
- 2025年度からあかつき教育図書より出版される中学校道徳の教科書に、大野の楽曲「天使の舞い降りた朝」を元に作られた物語と歌詞が再掲載[26]。
- あかつき教育図書の道徳教科書に掲載されている、大野の楽曲を元にした教材『天使の舞い降りた朝』が、2025年4月にイギリスで出版された。The Churchill Fellowshipによる協力で制作された、イギリスの教職員用に無料で配布されるオンライン教材。

## ディスコグラフィ

### アルバム（インディーズ時代）
- 命唄（2003年1月29日発売）
  1. 天使の舞い降りた朝（作詞/作曲 大野靖之）
  2. 仲間讃歌（作詞/作曲 大野靖之）
  3. Thanks for being free（作詞/作曲 大野靖之）
  4. コノウタ、キミノココロへ（作詞/作曲 大野靖之）
  5. 命の贈り物（作詞/作曲 大野靖之）
  6. 夢唄（作詞/作曲 大野靖之）
  7. 幸せの鐘（作詞/作曲 大野靖之）
  8. 兎（作詞/作曲 大野靖之）
  9. 弱虫な時代（作詞/作曲 大野靖之）
  10. 明日へ漕ぐ舟（作詞/作曲 大野靖之）

CDのボーナストラックとして、タイトルチューンである「命唄」の演奏をバックに、本人が電話を掛けている音声が収録されている。これは、CDの収録が終わった勢いで「好きな女性に電話で告白をして、失敗したらそれをボーナストラックにしよう」という事になり、見事にそうなってしまったため収録されたものである。

### シングル
- 心のノート/あいしてる（2005年7月6日発売 東芝EMI）
  1. 心のノート（作詞/作曲 大野靖之　編曲 井上鑑）
  2. あいしてる（作詞/作曲 大野靖之）
  3. 心のノート(instrumental)
  4. あいしてる(instrumental)
- 陽だまり/頑張れなんて言えないよ（2007年10月3日発売 ユーキャンエンターテインメント）
  1. 陽だまり（作詞/作曲 大野靖之　編曲 木村真也）
  2. 頑張れなんて言えないよ（作詞/作曲 大野靖之　編曲 木村真也）
  3. 陽だまり(backing track)
  4. 頑張れなんて言えないよ(backing track)
- また逢える日まで　限定配信シングル（2009年2月4日発売 ユーキャンエンターテインメント）
- ヒリヒリ（2010年1月28日発売）
  1. ヒリヒリ（作詞/作曲 コモリタミノル　編曲 鷺巣詩郎）
  2. Ring（作詞 大野靖之　作曲 大野靖之 野澤孝智　編曲 野澤孝智）　
  3. ヒリヒリ(instrumental)
  4. Ring(instrumental)
- ジュブナイル〜夢の旅人〜（2010年9月22日発売 ユーキャンエンターテインメント）
  1. ジュブナイル〜夢の旅人〜（作詞/作曲 大野靖之）
  2. また逢える日まで（作詞/作曲 大野靖之）
  3. ジュブナイル〜夢の旅人〜(instrumental)
  4. また逢える日まで(instrumental)

### シングル（メジャーから独立後）
- 未来の地図〜僕らの旅は今始まったばかり〜（2014年10月発売）
  1. 未来の地図〜僕らの旅は今始まったばかり〜（作詞/作曲 大野靖之）
  2. 大切なものほどそばにある（作詞/作曲 大野靖之）

### アルバム
- 僕が今 できること（2008年3月26日発売 ユーキャンエンターテインメント）
  1. 心のノート(album ver)（作詞/作曲 大野靖之　編曲 後藤康二）
  2. 歌になるかな（作詞/作曲 大野靖之　編曲 後藤康二）
  3. もう一度（作詞/作曲 大野靖之　編曲 後藤康二）
  4. 天使の舞い降りた朝（作詞/作曲 大野靖之　編曲 安部潤）
  5. 愛の唄（作詞/作曲 大野靖之　編曲 安部潤）
  6. うさぎ（作詞/作曲 大野靖之　編曲 安部潤）
  7. 弱虫な時代（作詞作曲 大野靖之　編曲 後藤康二）
  8. 心の扉（作詞/作曲 大野靖之　編曲 木村真也）
  9. 22歳のひとり言（作詞/作曲 大野靖之　編曲 渡辺俊幸）
  10. ともだち（作詞/作曲 大野靖之　編曲 後藤康二）

### アルバム（メジャーから独立後）
- PROCESS（2012年4月発売）
  1. あいまい傘（作詞/作曲 大野靖之）
  2. 君の味方（作詞/作曲 大野靖之）
  3. ママが最後にできること（作詞/作曲 大野靖之）
  4. 生きていれば（作詞/作曲 大野靖之）
  5. Dear（作詞/作曲 大野靖之）
  6. Process（作詞/作曲 大野靖之）

- 歌が残るように（2017年5月7日発売）
  1. あの日の二人を見てて思った（作詞/作曲 大野靖之）
  2. お疲れさま2（作詞/作曲 大野靖之）
  3. ドアの向こう（作詞/作曲 大野靖之）
  4. 永遠に恋をしよう（作詞/作曲 大野靖之）
  5. 世界中のパパとママの中で（作詞/作曲 大野靖之）
  6. 君は想いのままに（作詞/作曲 大野靖之）
  7. 空の彼方（作詞/作曲 大野靖之）
  8. 美しすぎる命たちへ（作詞/作曲 大野靖之）
  9. 四つ葉のクローバー（作詞/作曲 大野靖之）
  10. 光射す方へ（作詞/作曲 大野靖之）
  11. 愛が残るように（作詞/作曲 大野靖之）

- ayame（2020年8月5日デジタル配信リリース）
  1. ayame（作詞/作曲 大野靖之）
- Yell（2022年3月26日デジタル配信リリース）

　　　 1. Yell（作詞/作曲 大野靖之）

## ミュージックビデオ公開
- 2021年7月9日、「ayame」のミュージックビデオが、スペースシャワーミュージックのYouTubeチャンネルにて公開される[27]。

## 著書
- 詩集『未完成のパズル』（KKベストセラーズ）
- 『先生はストリートミュージシャン』（日本文芸社）
- 『頑張れなんて言えないよ-ココロのノート』（扶桑社）
- 『大切なものほど、そばにある。-大人になる君に伝えたいこと-』（きずな出版）[28]

## 主なラジオ番組出演
- 反畑誠一の音楽ミュージアム（全国コミュニティFM 2007年9月30日-10月6日）
- 夕やけジャーナル（STVラジオ 2007年10月11日）
- さだまさしWEEKLY～Mist～（NACK5 2007年11月4日、11月11日）
- ENTERMAX（TOKYO FM 2008年3月10日）
- ACCESS TO YOU（NACK5 2008年3月18日）
- Sunday Premium Box（NACK5 2008年3月30日）
- TOKYO UPSIDE STATION（東海ラジオ 2008年4月4日）
- 反畑誠一の音楽ミュージアム（全国コミュニティFM 2008年4月13日-4月19日）
- 一平・直子のほっとスマイル!（HBCラジオ 2008年4月25日）
- 牧やすまさのスーパースクランブル（STVラジオ 2008年4月25日）
- イブニング・アップル（FMアップル 2008年4月25日）
- GOTCHA！～Fun's Radio～（FM北海道 2008年5月2日）
- フレッシュサウンド北海道（NHK札幌放送局・FM 2008年5月14日）
- CATEGORY T.T.（CROSS FM 2008年5月28日）
- SMASH WAVE（FM FUKUOKA 2008年5月29日）
- Park Side Cafe（天神FM 2008年5月29日）
- Park Side Cafe《2回目》（天神FM 2008年6月3日）
- HARUとkaedeのラジオ維新軍（FM FUKUOKA 2008年6月4日）
- MORNING WAVE（天神FM 2008年6月18日）
- 音楽箱（KBCラジオ 2008年6月21日）
- moving monthly style（FM FUKUOKA 2008年6月29日）
- GAKU-Shock（TBSラジオ 2008年9月14日）
- ラジオビタミン（NHKラジオ第1 2008年9月30日）
- まるごと千葉60分（NHK千葉放送局 2008年10月10日）
- MURO RADIO（NACK5 2008年10月31日）
- TOKYO FMレギュラー番組「MUSIC SEED落書きのメロディー」（TOKYO FM 2009年4月17日 - ）
- 藤田麻衣子の恋だ!愛だ! （bayfm 2010年2月）
- bayfmレギュラー番組「DREAM GOES ON」（bayfm 2010年4月 - ）

## 主なテレビ出演

### 過去にテレビ出演した番組
- スタジオパークからこんにちは（NHK 2005年）
- 一期一会　キミにききたい！（NHK 2007年12月1日）
- ノンフィックス（フジテレビ 2008年2月13日）
- 発見!人間力（テレビ朝日 2008年4月26日）
- こんにちはいっと6けん（NHK 2008年7月18日）
- ノンフィックス《再放送》（フジテレビ 2008年9月11日）
- NONFIX「心の言葉を探す旅」（フジテレビ 2009年1月14日）
- なべあちっ!（フジテレビ 2010年）
- はなまるマーケット（TBSテレビ 2010年）
- OTOSEN（BSフジ 2018年8月26日）

### 過去に話題に取り上げられた番組
- ワイド!スクランブル（テレビ朝日 2007年10月25日）
- FNNスーパーニュースアンカー（関西テレビ 2008年1月11日）
- ワイド!スクランブル（2回目）（テレビ朝日 2008年7月8日）
- スーパーモーニング（テレビ朝日 2010年10月15日）
- TSCnews5（テレビせとうち 2018年2月1日）

## 校歌制作
- 平成23年度に開校された千葉県立我孫子東高等学校の校歌を作詞・作曲した。
- 平成27年度に開校された千葉県芝山町立芝山小学校の校歌を作詞・作曲した。
- 平成28年度に開校された茨城県取手市立取手西小学校の校歌を制作。作詞を担当する。
- 平成27年度に新設された千葉県印西市立牧の原小学校の校歌を作詞・作曲をする。
- 平成29年度に開校された茨城県河内町立かわち学園（小・中一貫校）の校歌を作詞・作曲する。
- 平成30年度に開校された埼玉県川島町立つばさ南小学校とつばさ北小学校の２校の校歌を作詞・作曲する。
- 鹿島朝日高等学校（通信制）の校歌を作詞・作曲する。
- 令和元年度に開校された千葉県印西市立本埜小学校の校歌を制作。作曲を担当する。
- 令和2年度に開校された千葉県君津市立上総小櫃中学校の校歌を作詞・作曲する。
- 令和7年度に開校された埼玉県川島町立つばさ小学校の校歌を作詞・作曲。平成30年度に開校したつばさ南小学校とつばさ北小学校がさらに統廃合。この2校は同じ校歌で統一されていて、つばさ小学校でも校名の部分だけを変更し、継続してこの校歌を歌っていくことが決定する。
- 令和7年度に開校された福岡県添田町立添田小学校の校歌を作詞・作曲する。

## 主な使用楽器
アコースティックギター
- Martin D-28
- Martin D-45
- Cole Clark CCFL2E-BB

エレクトリックピアノ
- Kawai MP8
- nord piano2